# 松山澄寛
松山 澄寛（まつやま すみひろ、1955年（昭和30年）6月11日 - 2024年7月24日）は、日本の実業家。鹿児島銀行代表取締役頭取兼九州フィナンシャルグループ代表取締役会長。

## 来歴・人物
鹿児島県鹿屋市出身。広島大学政治経済学部卒後に鹿児島銀行に入行。総合企画部長や市場金融部長、武町支店長などを経て、2005年に同行の取締役に就任する。2011年には代表取締役専務に、2011年には代表取締役副頭取に就任した。
2019年6月に鹿児島銀行頭取と九州フィナンシャルグループ代表取締役会長への就任した。
2024年6月に鹿児島銀行頭取と九州FG会長を退任し、鹿児島銀行相談役に退く。
2024年7月24日午後0時58分、間質性肺炎のため鹿児島市内の病院で死去。69歳没。

## 経歴
- 1978年（昭和53年）
  - 4月:鹿児島銀行入行
- 1996年（平成8年）
  - 6月:同行加世田支店次長
- 1998年（平成10年）
  - 6月:同行総合企画部収益管理室長
- 2002年（平成14年）
  - 2月:枕崎支店長
- 2004年（平成16年）
  - 3月:市場金融部長
- 2005年（平成17年）
  - 8月:武町支店長
- 2007年（平成19年）
  - 6月:取締役　総合企画部長兼総合企画部グループ会社統括室長
- 2008年（平成20年）
  - 6月:常務取締役 総合企画部長兼総合企画部グループ会社統括室長
- 2009年（平成21年）
  - 6月:常務取締役
- 2011年（平成23年）
  - 6月:代表取締役専務
- 2013年（平成25年）
  - 6月:代表取締役副頭取
- 2019年（令和元年）
  - 6月:代表取締役頭取。九州フィナンシャルグループ代表取締役会長